# Parlamentní volby ve Švédsku 2006
Parlamentní volby do tzv. Riksdagu, jednokomorového zastupitelského sboru, se ve Švédsku konaly dne 17. září 2006. Po dvanácti letech u moci vystřídala sociální demokraty vedené předsedou strany i ministerským předsedou Göranem Perssonem nesocialistická vláda, respektive vláda čtyř stran reprezentujících pravý střed (naposledy v letech 1991–1994), pod vedením Fredrika Reinfeldta z Umírněných. Ty, ač ve volbách kandidovaly samostatně, byly sdružené v tzv. Alianci pro Švédsko, předvolební alianci. Sociální demokraté společně s Levicovou stranou a Zelenými zase tvořili tzv. rudo-zelený blok.
Nejvíce hlasů, 34,99 procent a 130 křesel, získala sociální demokracie. Druhou nejsilnější stranou byli konzervativní Umírnění, s 26,23 procenty a 97 křesly. Na třetím místě skončila Strana středu (7,88 procent a 29 křesel), na čtvrtém liberálové (7,54 procent a 28 křesel), následovaní křesťanskou demokracií (6,59 procent a 24 míst), Levicovou stranou (5,85 procent a 22 křesel) a Ekologickou stranou Zelených (5,24 procent a 19 křesel). Z ostatních stran byli nejblíže překonání čtyřprocentní hranice pro vstup do parlamentu tzv. Švédští demokraté (2,93 procent).
Čtyři strany nesocialistické, pravicoví Umírnění a křesťanští demokraté a centristické Liberální lidová strana a Strana středu, dosáhly společně na 178 mandátů, zatímco strany socialistické spolu se Zelenými získaly 171 mandátů. To umožnilo vznik nesocialistické vlády.
Volební účast byla 81,99 procent.